# 仙台市立袋原小学校
仙台市立袋原小学校（せんだいしりつ ふくろばらしょうがっこう）は宮城県仙台市太白区中田町にある公立小学校である。

## 概要
- 学区は名取川を背に東は四郎丸小学校、西は仙台バイパス沿いに中田小学校の両学区と接し，南は名取市と接している。近年宅地化が進んでおり、大型店などの進出が目立つ場所である[1]。

## 沿革
- 1976年（昭和51年）4月1日 - 中田小学校と四郎丸小学校より分離開校[1]。

## 学区
出典
- 東中田1丁目（10～21番、22～25番の一部）
- 東中田2丁目（10～39番）
- 東中田3丁目（1～19番、20番の一部、21～24番、26番、27番の一部）
- 東中田4丁目（1～10番、11番の一部、12～14番、19～21番）
- 東中田5丁目（1～11番、12番の一部、13～17番）
- 東中田6丁目（15番、16番の一部、18～21番）
- 中田町（字荒屋敷、字後河原（十一～二十六）、字境、字千刈田、字寺浦、字二軒橋の一部、字東、字法地北、字法地南、字前沖、字前沖北、字前沖中、字前沖南）
- 袋原（字内手、字小原、字定野西、字定野南、字堰場、字台(31番以降)、字平淵(1～20番、31番、32番、47番の一部、50番の一部）

## 進学先中学校
出典
- 仙台市立中田中学校

## 周辺
- 袋原コミュニティ児童館 - 同一敷地内
- ツルハドラック中田店
- セリア中田店
- ファッションセンターしまむら中田店
- 仙台市袋原コミュニティ・センター
- 仙台市立中田中央公園

## アクセス
- 仙台市営バス「25」系統で、「袋原小学校前」停留所より、
  - 長町駅たいはっくる前・長町四丁目長町営業所前方面行のりばから、徒歩約445m・約7分。
  - 四郎丸行のりばから、徒歩約460m・約7分。
  - なお、学校敷地からバス停留所まで、最短で約100mほどだが、校門（正門）設置箇所と道路形状の関係で、大きく遠廻りとなる。